# Comté de Coffey
Le comté de Coffey est l’un des 105 comtés de l’État du Kansas, aux États-Unis. Fondé le 25 août 1855, il a été nommé en hommage à Asbury M. Coffey, législateur du territoire du Kansas.
Siège et plus grande ville : Burlington.

## Géolocalisation
| Comté de Lyon      | Comté d’Osage    | Comté de Franklin |
|                    | Comté de Coffey  | Comté d’Anderson  |
| Comté de Greenwood | Comté de Woodson | Comté d’Allen     |